# Michaelskirche (Oberstedtfeld)
Die Michaelskirche befand sich auf der Michelskuppe, im westlichen Teil der Stadt Eisenach. Hier befand sich entlang der Hörsel, um die Einmündung des Michelsbaches und rings um die Michelskuppe das Dorf Oberstedtfeld als eine eigenständige Gemeinde.

## Geschichte
Wann die Siedlung Oberstedtfeld entstanden ist, weiß man nicht. Im Jahre 1016 war es mit der angrenzenden Wildbahn an Kloster Hersfeld gekommen, gehörte dann zum Lehensgebiet der Frankensteiner. Noch einmal, 1330, hört man vom Dorfe Oberstedtfeld im Verkaufsbrief an die Henneberger. Ende des 14. Jahrhunderts fiel das Dorf wüst. 1405 ist von einer Hufe Land die Rede, welche „gelegen vor Isenach in den feldin zue Obrinstetefelde und dorumme“. Im Nahbereich der Stadt Eisenach gelegen, wird die ehemalige Bevölkerung, wie auch die der Nachbarortschaften Ammern, Wegses und Ziegenberg hinter die schützenden Mauern gezogen sein, ihre Äcker und Wiesen blieben natürlich in Bewirtschaftung. Hiervon künden weitere Notizen und Akten: Am 3. Dezember 1518 erhielt Heinrich von Madelungen das Lehen über Oberstedtfeld durch Wilhelm, Graf zu Henneberg.
Als Pfarrkirche der Dörfer Amra und Oberstedtfeld gehörte die dem Heiligen Michael geweihte Kirche zu den ältesten im heutigen Stadtgebiet von Eisenach, sie mag auf Betreiben des Klosters Hersfeld entstanden sein. Auf den 25. April 1352 datiert der Tauschvertrag der Abtei Hersfeld über die Patronatsrechte der Kirchen zu Ober- und Niederstedtfeld an das Eisenacher Sankt Marienstift. Die Stedtfelder Margarethenkirche und die Michaelskirche wurden 1356 auch formell in den „Besitz“ der Eisenacher Marienkirche übertragen. Dieses Vertragswerk wurde im April 1427 erneuert.

## Baubefunde
Anfang der 1920er Jahre stieß man bei Rodungsarbeiten für einen Kartoffelacker auf zahlreiche menschliche Knochen, Tonscherben und Dachziegelbruch. Im Herbst 1926 wurde eine Untersuchung durchgeführt:

„Die hierbei zu Tage beförderten Steine ließen auch erkennen, welches Material zum Bau der Kirche verwandt worden war. Da waren zunächst Kalksteine, … dann Rotliegendes und Grievensteine, die nur aus dem Georgental stammen können und weiter Sandsteine, wie man sie am Moseberg findet. Die Sandsteine fanden sich nur an der oberen Bodenfläche … Unter ihnen war auch ein profilierter Stein. Er stellte sich als das Kapitell einer romanischen Säule dar. … Da wo die Mauer aufhörte, d. h. wo sich wieder gewachsener Boden zeigte, wurde in 1/2 Meter Tiefe ein vollständiges Gerippe gefunden mit der Lage von Osten nach Westen. Es kann nur an der Außenseite der Kirche gelegen haben. Die Länge der Mauer betrug 11 Meter, die Mauerstärke einen Meter.
Mit der Aufdeckung dieses Mauerzuges waren aber auch die Ausgrabungen erschöpft. Es war nicht möglich klarzustellen, ob die Mauer die östliche oder westliche Querseite der alten Kirche gewesen ist. Weitere Grabungen verliefen ohne Ergebnis.“

Gegenwärtig ist der o. g. Bereich Teil einer privaten Gartenanlage.